# Linia kolejowa Ługa – Psków
Linia kolejowa Ługa – Psków – linia kolejowa w Rosji łącząca stację Ługa I ze stacją Psków Pasażerski. Zarządzana jest przez region petersbursko-witebski Kolei Październikowej (część Kolei Rosyjskich). 
Linia położona jest w obwodach leningradzkim i pskowskim. Na całej długości jest niezelektryfikowana. Odcinek Ługa – Lamcewo jest jednotorowy, Lamcewo – Mołodi dwutorowy i Mołodi – Psków jednotorowy. Pierwotnie cała linia była dwutorowa.

## Historia
Linia została otwarta 10 lutego?/22 lutego 1859 i w 1862 została fragmentem Kolei Warszawsko-Petersburskiej. Początkowo linia leżała w Imperium Rosyjskim, następnie w Związku Sowieckim. Od 1991 znajduje się w granicach Rosji.